# فرزاد آشوبی
فرزاد آشوبی (زادهٔ ۲۷ فروردین ۱۳۵۹) بازیکن سابق و مربی فوتبال اهل ایران است.
وی سابقه بازی در تیم‌های فوتبال عقاب، دونایسکا استردا، پرسپولیس، مس کرمان، استقلال، تراکتور، راه‌آهن، شهرداری تبریز و استقلال اهواز را دارد و در سال ۲۰۰۷ به عنوان پدیده لیگ ایران شناخته شد.

## افتخارات
- نایب قهرمانی جام حذفی فوتبال ایران ۲۰۰۶ به همراه پرسپولیس (باشگاه فوتبال)
- قهرمانی لیگ برتر خلیج فارس ۲۰۰۸-۲۰۰۷ به همراه باشگاه فوتبال پرسپولیس
- قهرمانی مسابقات غرب آسیا به همراه تیم ملی فوتبال ایران
- نایب قهرمانی لیگ برتر خلیج فارس ۲۰۱۱-۲۰۱۰ به همراه باشگاه فوتبال استقلال تهران

فردی
- بازیکن اخلاق فصل ۲۰۰۷-۲۰۰۶ لیگ برتر خلیج فارس

بیشترین درصد گل پنالتی در ((لیگ برتر خلیج فارس))